# Mistrovství České republiky v orientačním běhu 2021
Mistrovství České republiky v orientačním běhu 2021 z důvodu probíhající pandemie covidu-19 v Česku bylo uzpůsobeno předpokládaným protiepidemiologickým omezením. Mistrovských závodů se účastnilo vždy maximálně 500 závodníků a z tohoto důvodu proběhlo samostatně Mistrovství ČR oblastních výběrů žactva i Veteraniáda.
Termínovka obsahuje čtyři individuální a tři týmové disciplíny.

## Mistrovství ČR ve sprintu
Česká televize připravila reportáž ze závodů, která je dostupná na iVysílání.
| Datum závodu   | 22. 5. 2021      |  | Místo konání    | Šternberk |  | Pořadatel       | SK SKI-OB Šternberk |
| Ředitel závodu | Kristýna Skyvová |  | Hlavní rozhodčí | Jan Fátor |  | Stavitelé tratí | Petr Skyva          |
| Název mapy     | Šternberk        |  | Web závodu      | web       |  | Výsledky závodu | ORIS                |

| Zkrácené výsledky             | Zkrácené výsledky       | Zkrácené výsledky        | Zkrácené výsledky       | Zkrácené výsledky       | Zkrácené výsledky | Zkrácené výsledky       | Zkrácené výsledky        | Zkrácené výsledky       | Zkrácené výsledky       |
| Pořadí                        | H21 - muži              | H21 - muži               | H21 - muži              | H21 - muži              | Pořadí            | D21 - ženy              | D21 - ženy               | D21 - ženy              | D21 - ženy              |
| ----------------------------- | ----------------------- | ------------------------ | ----------------------- | ----------------------- | ----------------- | ----------------------- | ------------------------ | ----------------------- | ----------------------- |
| Zlatá medaile                 | Tomáš Křivda            | K.O.B. Choceň            | 12:42                   |                         | Zlatá medaile     | Jana Knapová            | OK Lokomotiva Pardubice  | 12:30                   |                         |
| Stříbrná medaile              | Vojtěch Král            | SK Severka Šumperk       | 13:04                   | +0:22                   | Stříbrná medaile  | Tereza Janošíkova       | SK Severka Šumperk       | 12:39                   | +0:09                   |
| Bronzová medaile              | Jakub Glonek            | OK Kamenice              | 13:08                   | +0:26                   | Bronzová medaile  | Adéla Indráková         | SK Žabovřesky Brno       | 12:55                   | +0:25                   |
| 4                             | Miloš Nykodým           | SK Žabovřesky Brno       | 13:11                   | +0:29                   | 4                 | Tereza Čechová          | OK Kamenice              | 13:13                   | +0:43                   |
| 5                             | Tomáš Kubelka           | OK Lokomotiva Pardubice  | 13:16                   | +0:34                   | 4                 | Karolína Teplá          | OK Slavia Hradec Králové | 13:13                   | +0:43                   |
| 6                             | Otakar Hirš             | SK Žabovřesky Brno       | 13:27                   | +0:45                   | 6                 | Johanka Šimková         | SK Žabovřesky Brno       | 13:20                   | +0:50                   |
| 7                             | Martin Roudný           | OK Lokomotiva Pardubice  | 13:29                   | +0:47                   | 7                 | Vendula Horčičková      | OOB TJ Slovan Luhačovice | 13:28                   | +0:58                   |
| 8                             | Vojtěch Sýkora          | OOB TJ Slovan Luhačovice | 13:36                   | +0:54                   | 8                 | Denisa Kosová           | OK 99 Hradec Králové     | 13:32                   | +1:02                   |
| 9                             | Jonáš Hubáček           | OOB TJ Slovan Luhačovice | 13:37                   | +0:55                   | 9                 | Anna Štičková           | SK Severka Šumperk       | 13:38                   | +1:08                   |
| 10                            | Ondřej Hlaváč           | SK Žabovřesky Brno       | 13:42                   | +1:00                   | 10                | Klára Nechanická        | KOS TJ Tesla Brno        | 13:41                   | +1:11                   |
| Pořadí                        | H20 - junioři           | H20 - junioři            | H20 - junioři           | H20 - junioři           | Pořadí            | D20 - juniorky          | D20 - juniorky           | D20 - juniorky          | D20 - juniorky          |
| Zlatá medaile                 | Medard Féder            | OOB TJ Slovan Luhačovice | 11:44                   |                         | Zlatá medaile     | Michaela Dittrichová    | OOB TJ Slovan Luhačovice | 12:10                   |                         |
| Stříbrná medaile              | Jiří Kostka             | Orientační Běh Opava     | 12:00                   | +0:16                   | Stříbrná medaile  | Tamara Miklušová        | SK Žabovřesky Brno       | 12:30                   | +0:20                   |
| Stříbrná medaile              | Filip Adámek            | KOS TJ Tesla Brno        | 12:00                   | +0:16                   | Bronzová medaile  | Barbora Matějková       | OOB TJ Turnov            | 12:42                   | +0:32                   |
| Pořadí                        | H18 - starší dorostenci | H18 - starší dorostenci  | H18 - starší dorostenci | H18 - starší dorostenci | Pořadí            | D18 - starší dorostenky | D18 - starší dorostenky  | D18 - starší dorostenky | D18 - starší dorostenky |
| Zlatá medaile                 | Vít Čech                | Orientační Běh Opava     | 10:28                   |                         | Zlatá medaile     | Ema Černá               | SKOB Roudnice nad Labem  | 11:47                   |                         |
| Stříbrná medaile              | Adam Urbánek            | SK Žabovřesky Brno       | 10:56                   | +0:28                   | Stříbrná medaile  | Markéta Mulíčková       | KOB ALFA Brno            | 12:00                   | +0:13                   |
| Bronzová medaile              | Filip Haas              | OK Lokomotiva Pardubice  | 11:00                   | +0:32                   | Bronzová medaile  | Ema Bulířová            | KOB TRETRA Praha         | 12:16                   | +0:29                   |
| Pořadí                        | H16 - mladší dorostenci | H16 - mladší dorostenci  | H16 - mladší dorostenci | H16 - mladší dorostenci | Pořadí            | D16 - mladší dorostenky | D16 - mladší dorostenky  | D16 - mladší dorostenky | D16 - mladší dorostenky |
| Zlatá medaile                 | Jakub Račanský          | KOS TJ Tesla Brno        | 10:40                   |                         | Zlatá medaile     | Lea Martanová           | OOB TJ Turnov            | 10:04                   |                         |
| Stříbrná medaile              | Vilém Bednařík          | TJ Spartak 1. Brněnská   | 10:41                   | +0:01                   | Stříbrná medaile  | Michaela Metelková      | OK 99 Hradec Králové     | 10:21                   | +0:17                   |
| Bronzová medaile              | Jan Strýček             | TJ Spartak 1. Brněnská   | 10:42                   | +0:02                   | Bronzová medaile  | Michaela Novotná        | OOB TJ Turnov            | 10:28                   | +0:24                   |
| << předchozí • následující >> |                         |                          |                         |                         |                   |                         |                          |                         |                         |

Souhrnné informace naleznete v článku Mistrovství České republiky v orientačním běhu ve sprintu.

## Mistrovství ČR sprintových štafet
Česká televize připravila ze závodů reportáž, která je dostupná na iVysílání.
| Datum závodu   | 23. 5. 2021 |  | Místo konání    | Litovel        |  | Pořadatel       | SK SKI-OB Šternberk |
| Ředitel závodu | Jan Skoupý  |  | Hlavní rozhodčí | Miroslav Hlava |  | Stavitelé tratí | Petr Skyva          |
| Název mapy     | Litovel     |  | Web závodu      | web            |  | Výsledky závodu | ORIS                |

| Zkrácené výsledky             | Zkrácené výsledky                                                                             | Zkrácené výsledky | Zkrácené výsledky | Zkrácené výsledky | Zkrácené výsledky                                                                    | Zkrácené výsledky | Zkrácené výsledky | Zkrácené výsledky | Zkrácené výsledky |
| Pořadí                        | DH21 - dospělí                                                                                | DH21 - dospělí    | DH21 - dospělí    | Pořadí            | DH18 - dorost                                                                        | DH18 - dorost     | DH18 - dorost     |                   |                   |
| ----------------------------- | --------------------------------------------------------------------------------------------- | ----------------- | ----------------- | ----------------- | ------------------------------------------------------------------------------------ | ----------------- | ----------------- | ----------------- | ----------------- |
| Zlatá medaile                 | OK Lokomotiva Pardubice Jana Peterová Martin Roudný Tomáš Kubelka Jana Knapová                | 44:33             |                   | Zlatá medaile     | SK Žabovřesky Brno Eliška Tomanová Adam Urbánek Josef Štěrbák Markéta Mulíčková      | 44:42             |                   |                   |                   |
| Stříbrná medaile              | SK Severka Šumperk Anna Štičková Martin Poklop Vojtěch Král Tereza Janošíková                 | 44:39             | +0:06             | Stříbrná medaile  | OK Lokomotiva Pardubice Kateřina Koberová Kryštof Jelínek Filip Haas Michaela Srbová | 45:03             | +0:21             |                   |                   |
| Bronzová medaile              | OOB TJ Slovan Luhačovice Michaela Dittrichová Jonáš Hubáček Vojtěch Sýkora Vendula Horčičková | 45:00             | +0:27             | Bronzová medaile  | SK Praga Kateřina Štěpová Štěpán Kožina Martin Kabát Lucie Krejčová                  | 45:11             | +0:29             |                   |                   |
| 4                             | OK 99 Hradec Králové Tereza Kosová Daniel Vandas Jan Petržela Denisa Kosová                   | 46:35             | +2:02             | 4                 | USK Praha Jolana Štraitová Dominik Průša Michal Blaha Klára Aschermannová            | 45:51             | +1:09             |                   |                   |
| 5                             | OK Kamenice Lucie Semíková Sebastian Šafka Jakub Glonek Tereza Čechová                        | 46:38             | +2:05             | 5                 | KOS TJ Tesla Brno Hana Doušková Jakub Račanský Jan Štěpánek Kateřina Doušková        | 45:53             | +1:11             |                   |                   |
| << předchozí • následující >> |                                                                                               |                   |                   |                   |                                                                                      |                   |                   |                   |                   |

Souhrnné informace naleznete v článku Mistrovství České republiky v orientačním běhu sprintových štafet.

## Mistrovství ČR na krátké trati
Z důvodu epidemiologických opatření byl mistrovský závod jednodenní, běželo se pouze finále bez předchozí kvalifikace. Běželo se v orientačně zajímavém horském terénu na svazích Sviní hory i s pozůstatky lidské činnosti v lese - zaniklá vesnice Krondörfl a velké množstvím umělých kamenných kup na bývalých pastvinách.
České televize pořídila ze závodů reportáž, která je dostupná na iVysílání.
| Datum závodu   | 12. 6. 2021    |  | Místo konání    | Vojtíškov     |  | Pořadatel       | SK Severka Šumperk, Magnus Orienteering |
| Ředitel závodu | Zdenka Králová |  | Hlavní rozhodčí | Luděk Krtička |  | Stavitelé tratí | Vojtěch Král, Tomáš Navrátil            |
| Název mapy     | Krondörfl      |  | Web závodu      | web           |  | Výsledky závodu | ORIS                                    |

| Zkrácené výsledky             | Zkrácené výsledky       | Zkrácené výsledky        | Zkrácené výsledky       | Zkrácené výsledky       | Zkrácené výsledky | Zkrácené výsledky       | Zkrácené výsledky        | Zkrácené výsledky       | Zkrácené výsledky       |
| Pořadí                        | H21 - muži              | H21 - muži               | H21 - muži              | H21 - muži              | Pořadí            | D21 - ženy              | D21 - ženy               | D21 - ženy              | D21 - ženy              |
| ----------------------------- | ----------------------- | ------------------------ | ----------------------- | ----------------------- | ----------------- | ----------------------- | ------------------------ | ----------------------- | ----------------------- |
| Zlatá medaile                 | Tomáš Křivda            | K.O.B. Choceň            | 31:05                   |                         | Zlatá medaile     | Denisa Kosová           | OK 99 Hradec Králové     | 31:52                   |                         |
| Stříbrná medaile              | Pavel Kubát             | OK 99 Hradec Králové     | 31:54                   | +0:49                   | Stříbrná medaile  | Hanna Wiśniewska        | K.O.B. Choceň            | 32:36                   | +0:44                   |
| Bronzová medaile              | Jonáš Hubáček           | OOB TJ Slovan Luhačovice | 32:31                   | +1:26                   | Bronzová medaile  | Adéla Indráková         | SK Žabovřesky Brno       | 33:02                   | +1:10                   |
| 4                             | Tomáš Kubelka           | OK Lokomotiva Pardubice  | 32:38                   | +1:33                   | 4                 | Tereza Janošíkova       | SK Severka Šumperk       | 33:54                   | +2:02                   |
| 5                             | Daniel Vandas           | OK 99 Hradec Králové     | 32:44                   | +1:39                   | 5                 | Lenka Mechlová          | OK Slavia Hradec Králové | 34:15                   | +2:23                   |
| 6                             | Vojtěch Sýkora          | OOB TJ Slovan Luhačovice | 33:07                   | +2:02                   | 6                 | Adéla Bogarová          | SK Praga                 | 35:01                   | +3:09                   |
| 7                             | Martin Roudný           | OK Lokomotiva Pardubice  | 33:33                   | +2:28                   | 7                 | Tereza Čechová          | OK Kamenice              | 35:04                   | +3:12                   |
| 8                             | Vojtěch Kettner         | OK Kamenice              | 33:55                   | +2:50                   | 8                 | Karolína Teplá          | OK Slavia Hradec Králové | 35:07                   | +3:15                   |
| 9                             | Otakar Hirš             | SK Žabovřesky Brno       | 34:05                   | +3:00                   | 9                 | Vendula Horčičková      | OOB TJ Slovan Luhačovice | 35:14                   | +3:22                   |
| 10                            | Miloš Nykodým           | SK Žabovřesky Brno       | 34:11                   | +3:06                   | 9                 | Barbora Chaloupská      | OK 99 Hradec Králové     | 35:14                   | +3:22                   |
| Pořadí                        | H20 - junioři           | H20 - junioři            | H20 - junioři           | H20 - junioři           | Pořadí            | D20 - juniorky          | D20 - juniorky           | D20 - juniorky          | D20 - juniorky          |
| Zlatá medaile                 | Lukáš Richtr            | OOB TJ Turnov            | 25:19                   |                         | Zlatá medaile     | Lucie Semíková          | OK Kamenice              | 24:41                   |                         |
| Stříbrná medaile              | Ondřej Metelka          | OK 99 Hradec Králové     | 26:53                   | +1:34                   | Stříbrná medaile  | Michaela Dittrichová    | OOB TJ Slovan Luhačovice | 24:48                   | +0:07                   |
| Bronzová medaile              | Jan Gajda               | OK Kamenice              | 27:10                   | +1:51                   | Bronzová medaile  | Elin Martanová          | OOB TJ Turnov            | 26:02                   | +1:21                   |
| Pořadí                        | H18 - starší dorostenci | H18 - starší dorostenci  | H18 - starší dorostenci | H18 - starší dorostenci | Pořadí            | D18 - starší dorostenky | D18 - starší dorostenky  | D18 - starší dorostenky | D18 - starší dorostenky |
| Zlatá medaile                 | Adam Urbánek            | SK Žabovřesky Brno       | 24:56                   |                         | Zlatá medaile     | Ema Bulířová            | KOB TRETRA Praha         | 21:46                   |                         |
| Stříbrná medaile              | Ladislav Čepička        | OK Lokomotiva Plzeň      | 24:59                   | +0:03                   | Stříbrná medaile  | Anna Marie Smutná       | Oddíl OB Kotlářka        | 22:52                   | +1:06                   |
| Bronzová medaile              | Martin Šimša            | SK Praga                 | 25:29                   | +0:33                   | Bronzová medaile  | Markéta Mulíčková       | KOB ALFA Brno            | 23:45                   | +1:59                   |
| Pořadí                        | H16 - mladší dorostenci | H16 - mladší dorostenci  | H16 - mladší dorostenci | H16 - mladší dorostenci | Pořadí            | D16 - mladší dorostenky | D16 - mladší dorostenky  | D16 - mladší dorostenky | D16 - mladší dorostenky |
| Zlatá medaile                 | Daniel Bolehovský       | USK Praha                | 18:34                   |                         | Zlatá medaile     | Lucie Dittrichová       | KOB Směr Kroměříž        | 19:41                   |                         |
| Stříbrná medaile              | Jan Strýček             | TJ Spartak 1. Brněnská   | 19:40                   | +1:06                   | Stříbrná medaile  | Lea Martanová           | OOB TJ Turnov            | 20:41                   | +1:00                   |
| Bronzová medaile              | Antonín Malý            | OK Jilemnice             | 20:31                   | +1:57                   | Bronzová medaile  | Michaela Metelková      | OK 99 Hradec Králové     | 20:46                   | +1:05                   |
| << předchozí • následující >> |                         |                          |                         |                         |                   |                         |                          |                         |                         |

Souhrnné informace naleznete v článku Mistrovství České republiky v orientačním běhu na krátké trati.

## Mistrovství ČR na klasické trati
Reportáž České televize ze závodů je dostupná na iVysílání.
| Datum závodu   | 18.–19. 9. 2021 |  | Místo konání    | Pohoří       |  | Pořadatel       | OK Kamenice                             |
| Ředitel závodu | Adam Jedlička   |  | Hlavní rozhodčí | Petr Valášek |  | Stavitelé tratí | Luboš Semík (sem.), Martin Škvor (fin.) |
| Název mapy     | Na Požárech     |  | Web závodu      | web          |  | Výsledky závodu | ORIS                                    |

| Zkrácené výsledky             | Zkrácené výsledky       | Zkrácené výsledky       | Zkrácené výsledky       | Zkrácené výsledky       | Zkrácené výsledky | Zkrácené výsledky       | Zkrácené výsledky        | Zkrácené výsledky       | Zkrácené výsledky       |
| Pořadí                        | H21 - muži              | H21 - muži              | H21 - muži              | H21 - muži              | Pořadí            | D21 - ženy              | D21 - ženy               | D21 - ženy              | D21 - ženy              |
| ----------------------------- | ----------------------- | ----------------------- | ----------------------- | ----------------------- | ----------------- | ----------------------- | ------------------------ | ----------------------- | ----------------------- |
| Zlatá medaile                 | Vojtěch Král            | SK Severka Šumperk      | 1:31:57                 |                         | Zlatá medaile     | Denisa Kosová           | OK 99 Hradec Králové     | 1:15:37                 |                         |
| Stříbrná medaile              | Tomáš Křivda            | K.O.B. Choceň           | 1:32:02                 | +0:05                   | Stříbrná medaile  | Adéla Indráková         | SK Žabovřesky Brno       | 1:19:00                 | +3:23                   |
| Bronzová medaile              | Miloš Nykodým           | SK Žabovřesky Brno      | 1:35:29                 | +3:32                   | Bronzová medaile  | Barbora Vyhnálková      | SK Praga                 | 1:20:24                 | +4:47                   |
| 4                             | Pavel Kubát             | OK 99 Hradec Králové    | 1:37:03                 | +5:06                   | 4                 | Eliška Sieglová         | SK Praga                 | 1:21:58                 | +6:21                   |
| 5                             | Jan Petržela            | OK 99 Hradec Králové    | 1:37:53                 | +5:56                   | 5                 | Jana Peterová           | OK Lokomotiva Pardubice  | 1:22:17                 | +6:40                   |
| 6                             | Martin Roudný           | OK Lokomotiva Pardubice | 1:41:05                 | +9:08                   | 6                 | Zdenka Kozáková         | KOS TJ Tesla Brno        | 1:22:37                 | +7:00                   |
| 7                             | Tomáš Kubelka           | OK Lokomotiva Pardubice | 1:44:13                 | +12:16                  | 7                 | Tereza Čechová          | OK Kamenice              | 1:22:56                 | +7:19                   |
| 8                             | Vít Horčička            | KOS TJ Tesla Brno       | 1:45:18                 | +13:21                  | 8                 | Eva Kabáthová           | OOB TJ Slovan Luhačovice | 1:22:59                 | +7:22                   |
| 9                             | Jakub Glonek            | OK Kamenice             | 1:46:01                 | +14:04                  | 9                 | Šárka Sokolářová        | OOB TJ Turnov            | 1:23:04                 | +7:27                   |
| 10                            | Osvald Kozák            | KOS TJ Tesla Brno       | 1:46:08                 | +14:11                  | 10                | Monika Doležalová       | OK Kamenice              | 1:25:04                 | +9:27                   |
| Pořadí                        | H20 - junioři           | H20 - junioři           | H20 - junioři           | H20 - junioři           | Pořadí            | D20 - juniorky          | D20 - juniorky           | D20 - juniorky          | D20 - juniorky          |
| Zlatá medaile                 | Tomáš Janovský          | SK Praga                | 1:14:20                 |                         | Zlatá medaile     | Lucie Semíková          | OK Kamenice              | 1:02:20                 |                         |
| Stříbrná medaile              | Lukáš Richtr            | OOB TJ Turnov           | 1:14:34                 | +0:14                   | Stříbrná medaile  | Michaela Dittrichová    | OOB TJ Slovan Luhačovice | 1:04:16                 | +1:56                   |
| Bronzová medaile              | Adam Jonáš              | SK Žabovřesky Brno      | 1:17:04                 | +2:44                   | Bronzová medaile  | Adéla Vandasová         | OK 99 Hradec Králové     | 1:04:36                 | +2:16                   |
| Pořadí                        | H18 - starší dorostenci | H18 - starší dorostenci | H18 - starší dorostenci | H18 - starší dorostenci | Pořadí            | D18 - starší dorostenky | D18 - starší dorostenky  | D18 - starší dorostenky | D18 - starší dorostenky |
| Zlatá medaile                 | Jiří Donda              | SKOB Ostrov             | 58:50                   |                         | Zlatá medaile     | Anna Karlová            | OK Jilemnice             | 50:36                   |                         |
| Stříbrná medaile              | Jakub Chaloupský        | OK 99 Hradec Králové    | 1:01:26                 | +2:36                   | Stříbrná medaile  | Markéta Mulíčková       | KOB ALFA Brno            | 50:40                   | +0:04                   |
| Bronzová medaile              | Matyáš Štregl           | OOS TJ Spartak Vrchlabí | 1:02:57                 | +4:07                   | Bronzová medaile  | Barbora Smolková        | KOB TRETRA Praha         | 54:25                   | +3:49                   |
| Pořadí                        | H16 - mladší dorostenci | H16 - mladší dorostenci | H16 - mladší dorostenci | H16 - mladší dorostenci | Pořadí            | D16 - mladší dorostenky | D16 - mladší dorostenky  | D16 - mladší dorostenky | D16 - mladší dorostenky |
| Zlatá medaile                 | Daniel Bolehovský       | USK Praha               | 50:30                   |                         | Zlatá medaile     | Michaela Metelková      | OK 99 Hradec Králové     | 41:07                   |                         |
| Stříbrná medaile              | Tomáš Kučera            | SK Žabovřesky Brno      | 52:27                   | +1:57                   | Stříbrná medaile  | Michaela Novotná        | OOB TJ Turnov            | 43:11                   | +2:04                   |
| Bronzová medaile              | Vilém Bednařík          | TJ Spartak 1. Brněnská  | 53:50                   | +3:20                   | Bronzová medaile  | Lea Martanová           | OOB TJ Turnov            | 45:04                   | +3:57                   |
| << předchozí • následující >> |                         |                         |                         |                         |                   |                         |                          |                         |                         |

Souhrnné informace naleznete v článku Mistrovství České republiky v orientačním běhu na klasické trati.

## Mistrovství ČR oblastních výběrů žactva
Mistrovství žákovských výběrů proběhlo poprvé jako samostatný závod bez spojení se závody dospělých a veteránů v rovinatém hradeckém terénu s hustou sítí cest, rozmanitými porosty a místy se systémy melioračních rýh.

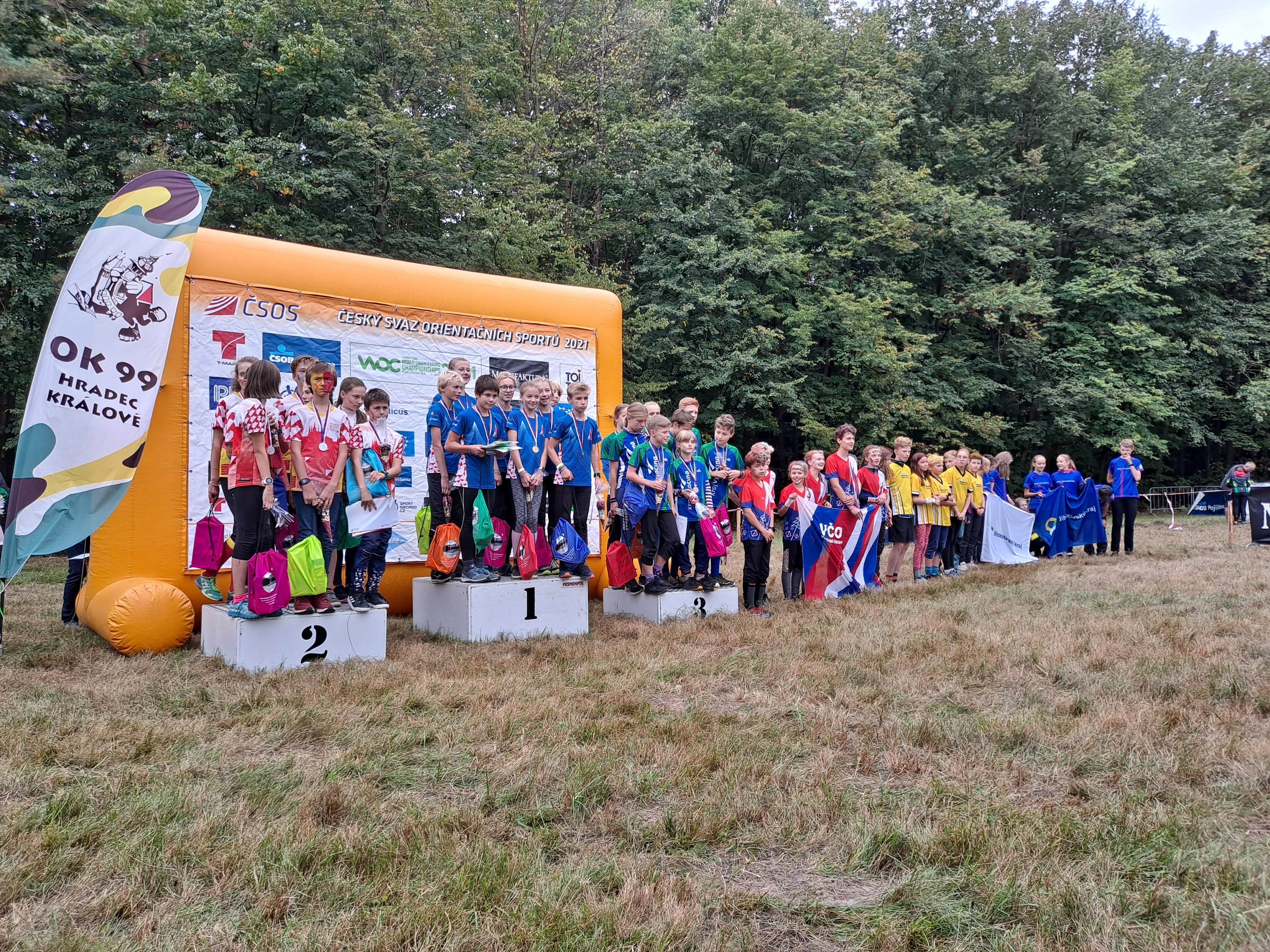
Stupně vítězů - celek
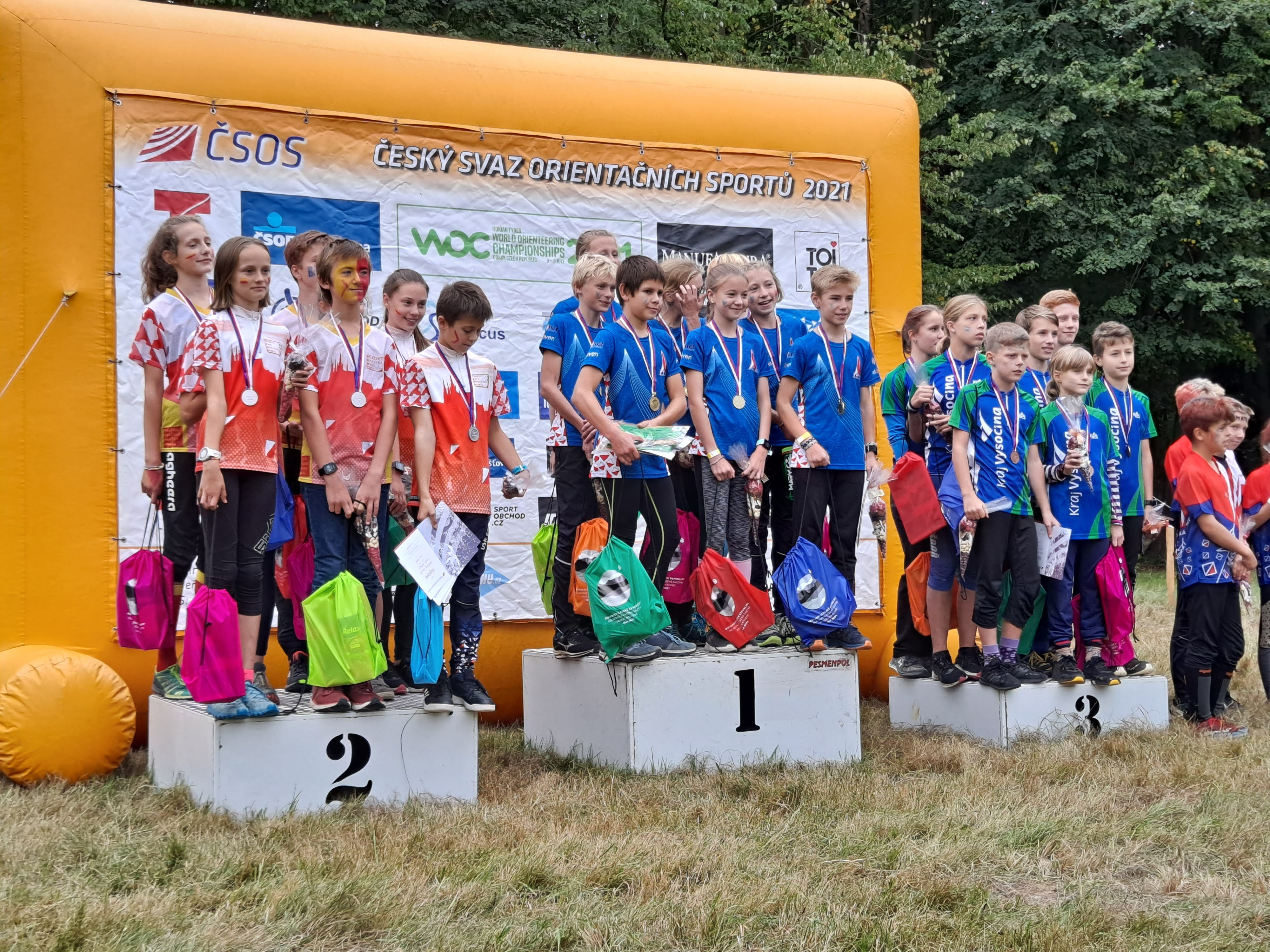
Stupně vítězů
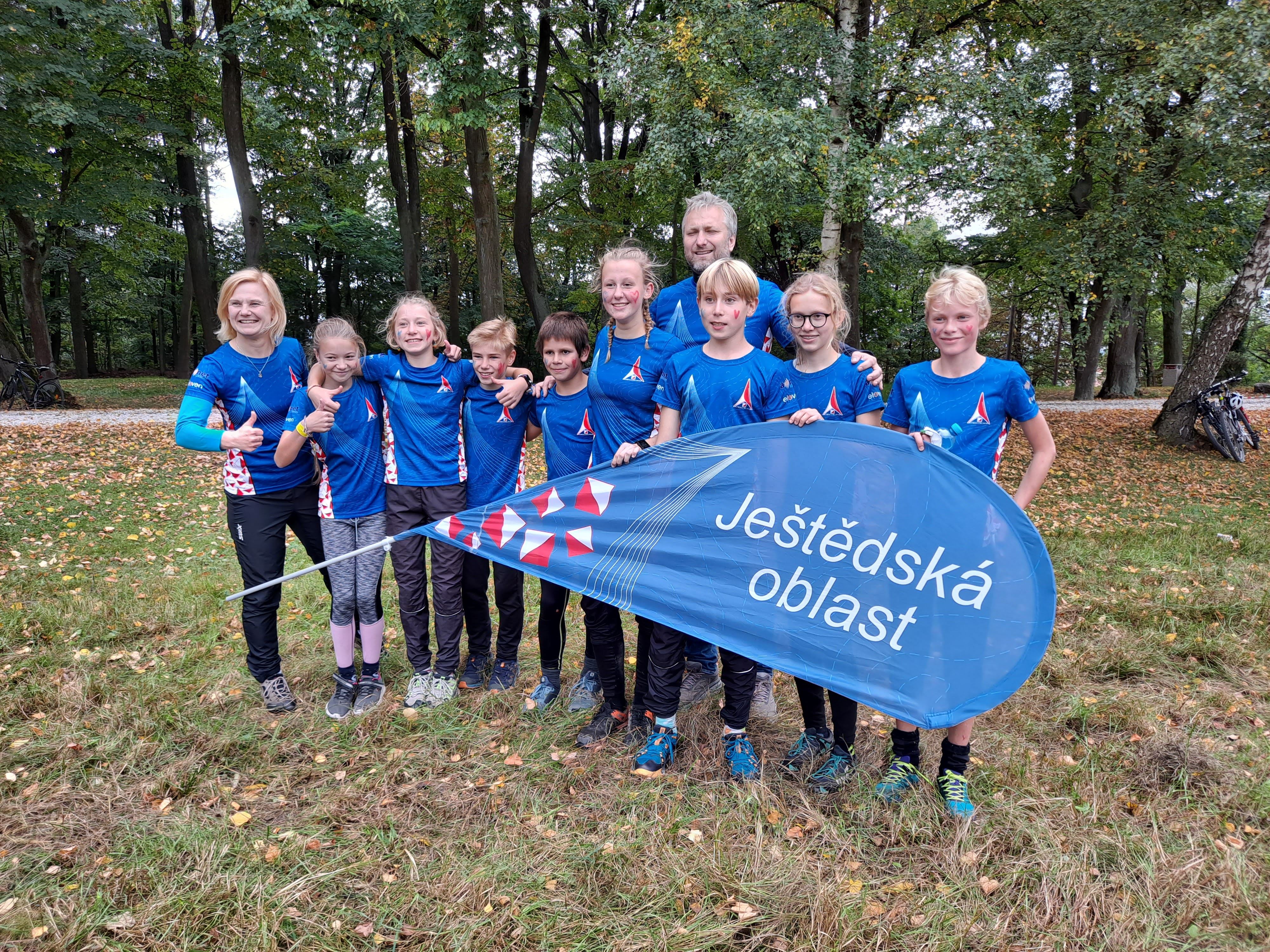
Vítězná Ještědská oblast

| Datum závodu   | 18. 9. 2021    |  | Místo konání    | Vysoká nad Labem • aréna |  | Pořadatel       | OK 99 Hradec Králové |
| Ředitel závodu | Jan Panchártek |  | Hlavní rozhodčí | Zdeněk Šabatka           |  | Stavitelé tratí | Jan Petržela         |
| Název mapy     | Pod Milířem    |  | Web závodu      | www                      |  | Výsledky závodu | ORIS                 |

Více fotografií ze závodu na Kade.cz.
Souhrnné informace naleznete v článku Mistrovství České republiky v orientačním běhu klubů a oblastních výběrů.

## Mistrovství ČR štafet
Reportáž České televize ze závodů na iVysílání.
| Datum závodu   | 9. 10. 2021          |  | Místo konání    | Kobylá nad Vidnavkou • aréna |  | Pořadatel       | Orientační běh Opava |
| Ředitel závodu | Jan Peřinka          |  | Hlavní rozhodčí | Miroslav Hadač               |  | Stavitelé tratí | Luděk Valík          |
| Název mapy     | Venušiny Misky 2021S |  | Web závodu      | www                          |  | Výsledky závodu | ORIS                 |

| Zkrácené výsledky             | Zkrácené výsledky                                                   | Zkrácené výsledky | Zkrácené výsledky | Zkrácené výsledky | Zkrácené výsledky                                                      | Zkrácené výsledky | Zkrácené výsledky | Zkrácené výsledky | Zkrácené výsledky |
| Pořadí                        | H21 - muži                                                          | H21 - muži        | H21 - muži        | Pořadí            | D21 - ženy                                                             | D21 - ženy        | D21 - ženy        |                   |                   |
| ----------------------------- | ------------------------------------------------------------------- | ----------------- | ----------------- | ----------------- | ---------------------------------------------------------------------- | ----------------- | ----------------- | ----------------- | ----------------- |
| Zlatá medaile                 | SK Žabovřesky Brno Pavel Brlica Marek Minář Miloš Nykodým           | 2:20:14           |                   | Zlatá medaile     | OK 99 Hradec Králové Adéla Vandasová Tereza Kosová Denisa Kosová       | 2:22:01           |                   |                   |                   |
| Stříbrná medaile              | OK 99 Hradec Králové Baptiste Rollier Jan Petržela Pavel Kubát      | 2:22:25           | +2:11             | Stříbrná medaile  | OK Lokomotiva Pardubice Iveta Šístková Jana Peterová Jana Stehlíková   | 2:23:03           | +1:02             |                   |                   |
| Bronzová medaile              | OK Lokomotiva Pardubice Matěj Kamenický Martin Roudný Tomáš Kubelka | 2:24:53           | +4:39             | Bronzová medaile  | OOB TJ Turnov Patricia Nieke Iva Rufferová Michaela Omová              | 2:23:56           | +1:55             |                   |                   |
| 4                             | OOB TJ Slovan Luhačovice Adam Chloupek Jonáš Hubáček Vojtěch Sýkora | 2:26:32           | +6:18             | 4                 | SK Žabovřesky Brno Markéta Tesařová Gabriela Hiršová Barbora Zháňalová | 2:24:21           | +2:20             |                   |                   |
| 5                             | OK Kamenice Jakub Glonek Tomáš Rusý Ondřej Semík                    | 2:28:14           | +8:00             | 5                 | SK Praga Barbora Vyhnálková Adéla Bogarová Eliška Sieglová             | 2:24:31           | +2:30             |                   |                   |
| Pořadí                        | H18 - dorostenci                                                    | H18 - dorostenci  | H18 - dorostenci  | Pořadí            | D18 - dorostenky                                                       | D18 - dorostenky  | D18 - dorostenky  |                   |                   |
| Zlatá medaile                 | OK Lokomotiva Pardubice Kryštof Jelínek Vojtěch Váňa Filip Haas     | 2:18:23           |                   | Zlatá medaile     | OOB TJ Turnov Lea Martanová Kristýna Matyášová Michaela Novotná        | 2:09:37           |                   |                   |                   |
| Stříbrná medaile              | USK Praha Jiří Blaha Adam Titz Daniel Bolehovský                    | 2:20:15           | +1:52             | Stříbrná medaile  | SK Žabovřesky Brno Klára Barnatová Markéta Rotková Markéta Mulíčková   | 2:09:38           | +0:01             |                   |                   |
| Bronzová medaile              | TJ Spartak 1. Brněnská Jan Strýček Vilém Bednařík Adam Zřídkaveselý | 2:21:05           | +2:42             | Bronzová medaile  | KOB TRETRA Praha Barbora Smolková Ema Černá Ema Bulířová               | 2:12:30           | +2:53             |                   |                   |
| << předchozí • následující >> |                                                                     |                   |                   |                   |                                                                        |                   |                   |                   |                   |

Souhrnné informace naleznete v článku Mistrovství České republiky v orientačním běhu štafet.

## Mistrovství ČR klubů
Reportáž České televize ze závodů na iVysílání.
| Datum závodu   | 10. 10. 2020         |  | Místo konání    | Kobylá nad Vidnavkou |  | Pořadatel       | Orientační běh Opava |
| Ředitel závodu | Jan Peřinka          |  | Hlavní rozhodčí | Luděk Valík          |  | Stavitelé tratí | Miroslav Hadač       |
| Název mapy     | Venušiny Misky 2021K |  | Web závodu      | web                  |  | Výsledky závodu | ORIS                 |

| Zkrácené výsledky             | Zkrácené výsledky | Zkrácené výsledky | Zkrácené výsledky | Zkrácené výsledky | Zkrácené výsledky | Zkrácené výsledky | Zkrácené výsledky | Zkrácené výsledky | Zkrácené výsledky |
| Pořadí                        | DH21 - dospělí | DH21 - dospělí    | DH21 - dospělí    | Pořadí            | DH18 - dorost | DH18 - dorost     | DH18 - dorost     |                   |                   |
| ----------------------------- | --- | ----------------- | ----------------- | ----------------- | --- | ----------------- | ----------------- | ----------------- | ----------------- |
| Zlatá medaile                 | SK Žabovřesky Brno Pavel Brlica Barbora Zháňalová Otakar Hirš Gabriela Hiršová Marek Minář Adéla Indráková Miloš Nykodým      | 5:39:48           |                   | Zlatá medaile     | USK Praha Jiří Blaha Jolana Štraitová Michal Blaha Eva Baldrianová Daniel Bolehovský Markéta Kodejšová Adam Titz            | 4:55:42           |                   |                   |                   |
| Stříbrná medaile              | OK Lokomotiva Pardubice Matěj Kamenický Jana Stehlíková Radek Nožka Tereza Nováková Tomáš Kubelka Jana Peterová Martin Roudný | 5:41:16           | +1:28             | Stříbrná medaile  | SK Žabovřesky Brno Tomáš Urbánek Klára Barnatová Vojtěch Marek Markéta Rotková Tomáš Kučera Markéta Mulíčková Josef Štěrbák | 4:55:47           | +0:05             |                   |                   |
| Bronzová medaile              | OK 99 Hradec Králové Baptiste Rollier Tereza Kosová Ondřej Metelka Adéla Vandasová Pavel Kubát Denisa Kosová Jan Petržela     | 5:43:54           | +4:06             | Bronzová medaile  | OOB TJ Turnov Jonáš Mellan Michaela Novotná Hugo Hoetzel Kristýna Matyášová Matyáš Štregl Lea Martanová Štěpán Waldhauser   | 4:58:01           | +2:19             |                   |                   |
| 4                             | SK Severka Šumperk Martin Poklop Anna Štičková Martin Melecký Lenka Poklopová Vojtěch Král Tereza Janošíkova Marek Schuster   | 5:47:30           | +7:42             | 4                 | KOS TJ Tesla Brno Jonáš Ptáček Klára Kurečková Ondřej Gryc Lucie Hlaváčová Jakub Račanský Kateřina Doušková Jan Štěpánek    | 5:08:55           | +13:13            |                   |                   |
| 5                             | SK Praga Petr Janas Eliška Sieglová Jan Procházka Adéla Bogarová Šimon Navrátil Barbora Vyhnálková Tomáš Janovský             | 5:52:48           | +13:00            | 5                 | Oddíl OB Kotlářka Jaroslav Sedláček Eliška Poborská Štěpán Koliáš Dorotea Tichá Albert Mareš Anna Marie Smutná Vít Škácha   | 5:09:52           | +14:10            |                   |                   |
| << předchozí • následující >> | |                   |                   |                   | |                   |                   |                   |                   |

Souhrnné informace naleznete v článku Mistrovství České republiky v orientačním běhu klubů a oblastních výběrů.

## Mistrovství ČR v nočním OB
Závod proběhl v náhradním termínu kvůli jarním covidovým omezením.

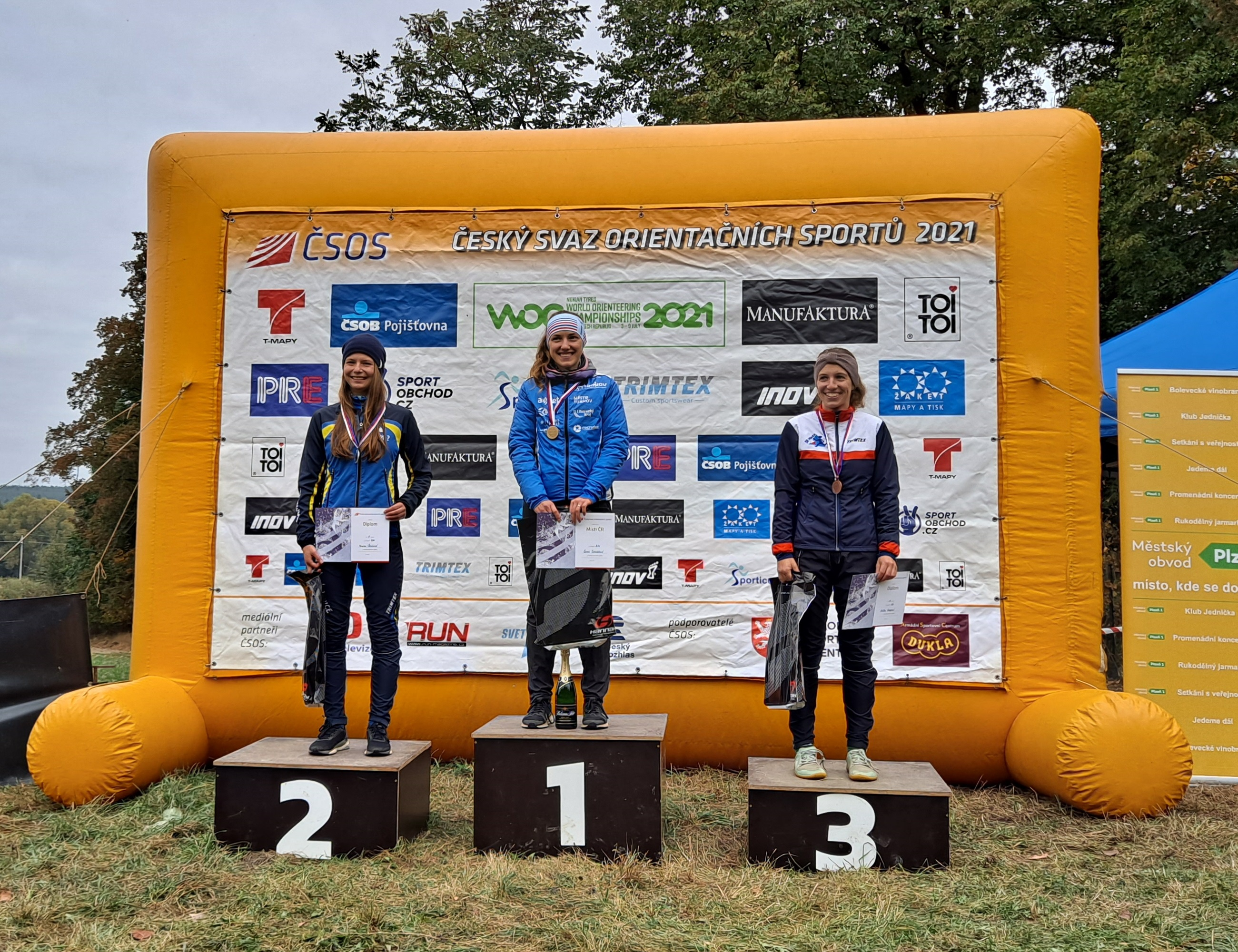
Vyhlášení - nejlepší ženy
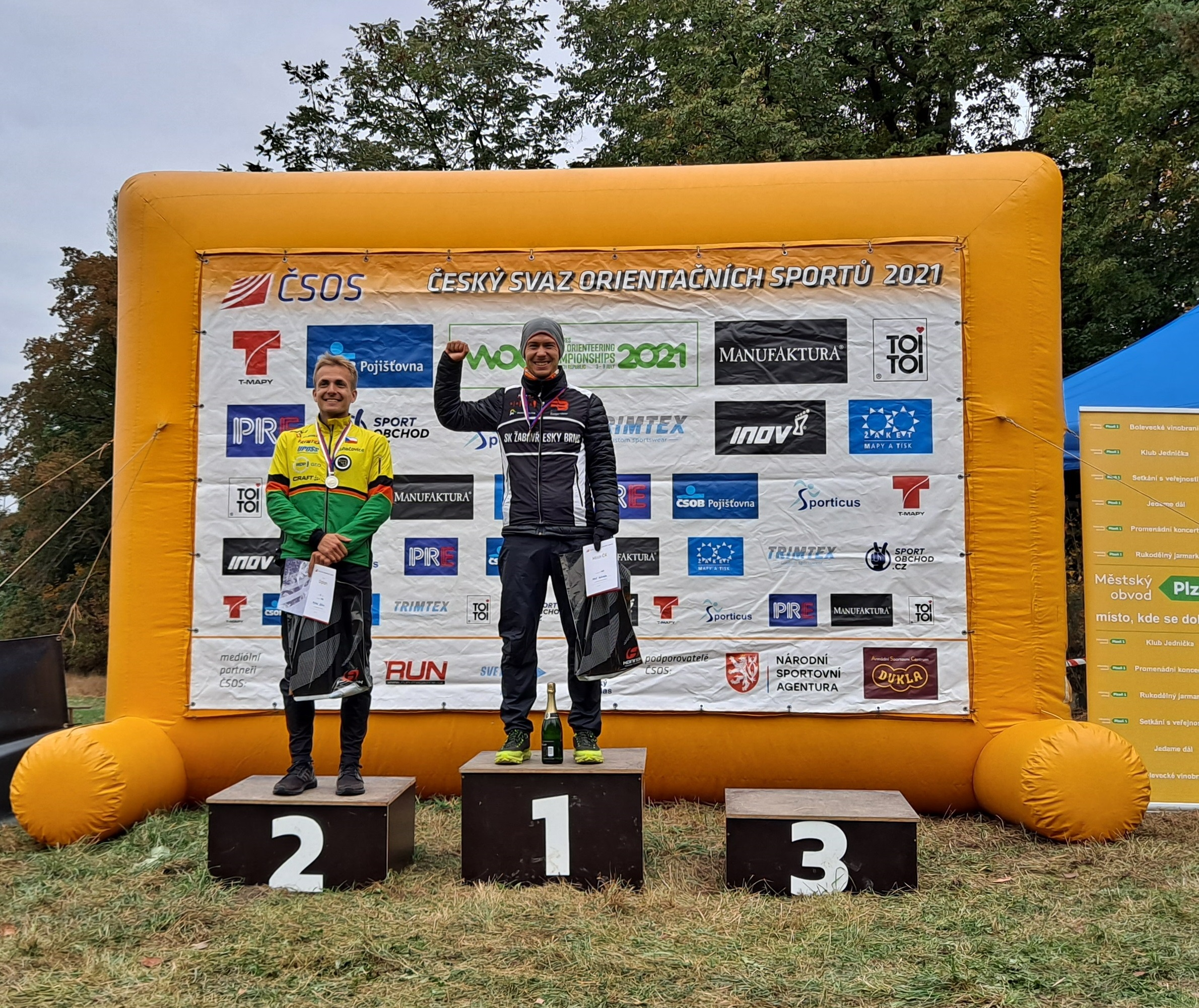
Vyhlášení - nejlepší muži

| Datum závodu   | 16. 10. 2021  |  | Místo konání    | Plzeň - Bolevec |  | Pořadatel       | KOS Slavia Plzeň |
| Ředitel závodu | Štěpán Kroupa |  | Hlavní rozhodčí | Aleš Richtr     |  | Stavitelé tratí | Tomáš Kamaryt    |
| Název mapy     | Krkavče       |  | Web závodu      | web             |  | Výsledky závodu | ORIS             |

| Zkrácené výsledky             | Zkrácené výsledky       | Zkrácené výsledky        | Zkrácené výsledky       | Zkrácené výsledky       | Zkrácené výsledky | Zkrácené výsledky       | Zkrácené výsledky        | Zkrácené výsledky       | Zkrácené výsledky       |
| Pořadí                        | H21 - muži              | H21 - muži               | H21 - muži              | H21 - muži              | Pořadí            | D21 - ženy              | D21 - ženy               | D21 - ženy              | D21 - ženy              |
| ----------------------------- | ----------------------- | ------------------------ | ----------------------- | ----------------------- | ----------------- | ----------------------- | ------------------------ | ----------------------- | ----------------------- |
| Zlatá medaile                 | Miloš Nykodým           | SK Žabovřesky Brno       | 1:12:38                 |                         | Zlatá medaile     | Šárka Sokolářová        | OOB TJ Turnov            | 51:35                   |                         |
| Stříbrná medaile              | Vojtěch Sýkora          | OOB TJ Slovan Luhačovice | 1:14:23                 | +1:45                   | Stříbrná medaile  | Tereza Čechová          | OK Kamenice              | 53:19                   | +1:44                   |
| Bronzová medaile              | Jan Petržela            | OK 99 Hradec Králové     | 1:14:41                 | +2:03                   | Bronzová medaile  | Eliška Sieglová         | SK Praga                 | 56:22                   | +4:47                   |
| 4                             | Tomáš Kubelka           | OK Lokomotiva Pardubice  | 1:15:02                 | +2:24                   | 4                 | Gabriela Hiršová        | SK Žabovřesky Brno       | 57:36                   | +6:01                   |
| 5                             | Tomáš Křivda            | K.O.B. Choceň            | 1:15:19                 | +2:41                   | 5                 | Kateřina Grycová        | KOS TJ Tesla Brno        | 58:18                   | +6:43                   |
| 6                             | Baptiste Rollier        | OK 99 Hradec Králové     | 1:15:56                 | +3:18                   | 6                 | Tereza Korpasová        | KOS TJ Tesla Brno        | 58:46                   | +7:11                   |
| 7                             | Petr Horvát             | KOS TJ Tesla Brno        | 1:16:35                 | +3:57                   | 7                 | Nikola Thýnová          | OK Slavia Hradec Králové | 58:53                   | +7:18                   |
| 8                             | Jan Procházka           | SK Praga                 | 1:17:36                 | +4:58                   | 8                 | Barbora Baldrianová     | USK Praha                | 1:01:32                 | +9:57                   |
| 9                             | Otakar Hirš             | SK Žabovřesky Brno       | 1:17:47                 | +5:09                   | 9                 | Martina Opálková        | KOS TJ Tesla Brno        | 1:02:24                 | +10:49                  |
| 10                            | Ladislav Semrád         | K.O.B. Choceň            | 1:21:03                 | +8:25                   | 10                | Karolína Teplá          | OK Slavia Hradec Králové | 1:04:38                 | +13:03                  |
| Pořadí                        | H20 - junioři           | H20 - junioři            | H20 - junioři           | H20 - junioři           | Pořadí            | D20 - juniorky          | D20 - juniorky           | D20 - juniorky          | D20 - juniorky          |
| Zlatá medaile                 | Lukáš Richtr            | OOB TJ Turnov            | 1:05:26                 |                         | Zlatá medaile     | Magdalena Škáchová      | Oddíl OB Kotlářka        | 43:47                   |                         |
| Stříbrná medaile              | Milan Malačka           | Oddíl OB Kotlářka        | 1:05:57                 | +0:31                   | Stříbrná medaile  | Barbora Matějková       | OOB TJ Turnov            | 46:53                   | +3:06                   |
| Bronzová medaile              | Antonín Švarc           | Oddíl OB Kotlářka        | 1:07:14                 | +1:48                   | Bronzová medaile  | Elin Martanová          | OOB TJ Turnov            | 46:58                   | +3:11                   |
| Pořadí                        | H18 - starší dorostenci | H18 - starší dorostenci  | H18 - starší dorostenci | H18 - starší dorostenci | Pořadí            | D18 - starší dorostenky | D18 - starší dorostenky  | D18 - starší dorostenky | D18 - starší dorostenky |
| Zlatá medaile                 | Jakub Chaloupský        | OK 99 Hradec Králové     | 37:00                   |                         | Zlatá medaile     | Anna Karlová            | OK Jilemnice             | 40:43                   |                         |
| Stříbrná medaile              | Matyáš Štregl           | OOS TJ Spartak Vrchlabí  | 41:41                   | +4:41                   | Stříbrná medaile  | Ema Bulířová            | KOB TRETRA Praha         | 43:07                   | +2:24                   |
| Bronzová medaile              | Adam Valík              | Orientační Běh Opava     | 42:10                   | +5:10                   | Bronzová medaile  | Klára Barnatová         | SK Žabovřesky Brno       | 43:22                   | +2:39                   |
| Pořadí                        | H16 - mladší dorostenci | H16 - mladší dorostenci  | H16 - mladší dorostenci | H16 - mladší dorostenci | Pořadí            | D16 - mladší dorostenky | D16 - mladší dorostenky  | D16 - mladší dorostenky | D16 - mladší dorostenky |
| Zlatá medaile                 | Jan Strýček             | TJ Spartak 1. Brněnská   | 37:43                   |                         | Zlatá medaile     | Michaela Novotná        | OOB TJ Turnov            | 26:22                   |                         |
| Stříbrná medaile              | Šimon Stehlík           | OK Lokomotiva Plzeň      | 42:13                   | +4:30                   | Stříbrná medaile  | Lea Martanová           | OOB TJ Turnov            | 28:20                   | +1:58                   |
| Bronzová medaile              | Jakub Račanský          | KOS TJ Tesla Brno        | 43:03                   | +5:20                   | Bronzová medaile  | Kateřina Doušková       | KOS TJ Tesla Brno        | 31:54                   | +5:32                   |
| << předchozí • následující >> |                         |                          |                         |                         |                   |                         |                          |                         |                         |

Souhrnné informace naleznete v článku Mistrovství České republiky v nočním orientačním běhu.